# Eric Peter Älf

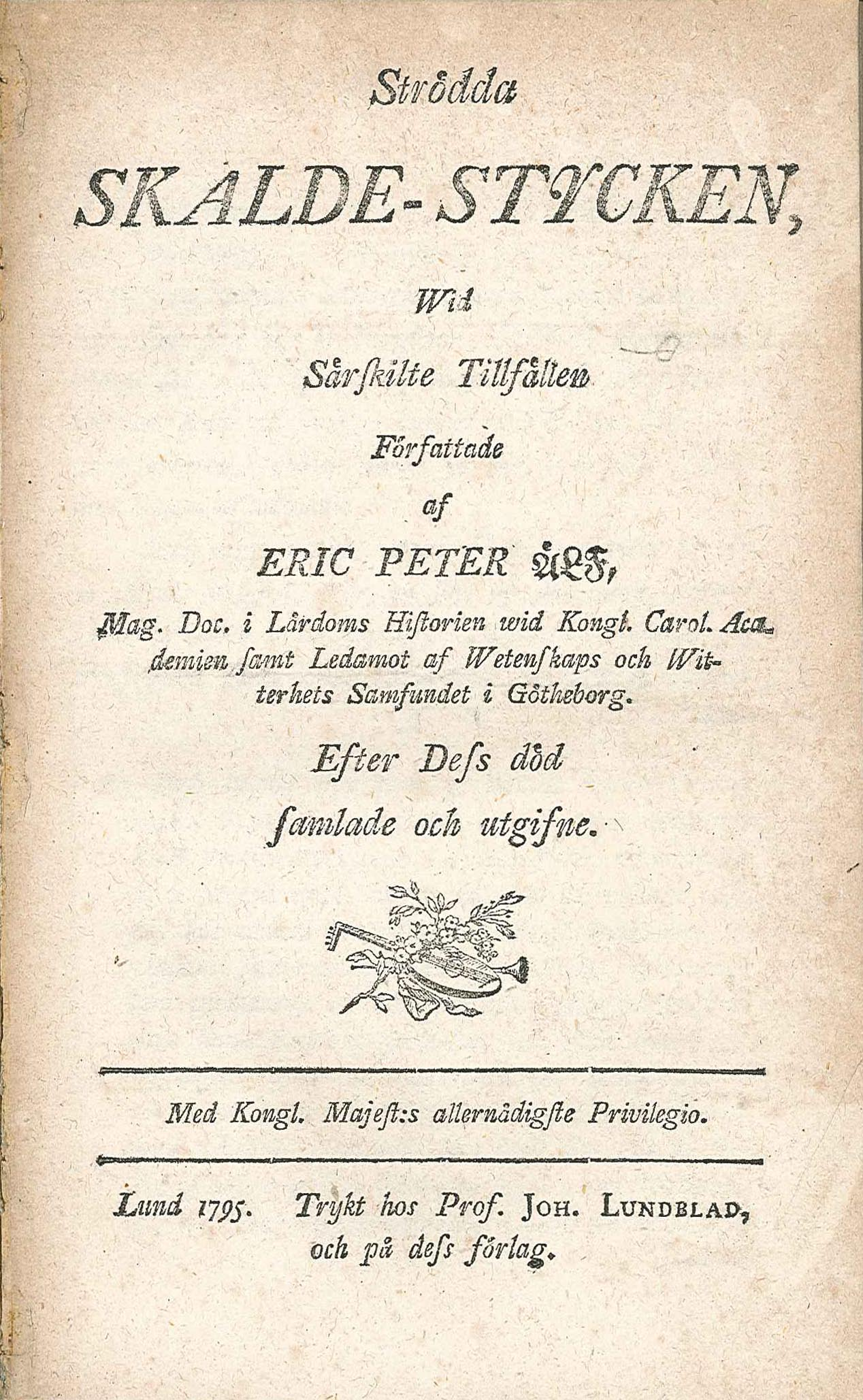
Försättsbladet till Eric Peter Älfs postumt utgivna Strödda skaldestycken, utgivna på professor Johan Lundblads förlag.

Eric Peter Älf, född den 2 mars 1765 i Linköping, död den 24 januari 1793 i Lund, var en svensk lärdomshistoriker och poet. Han var son till Samuel Älf och Anna Dorotea Filenia.
Älf blev efter studier vid Linköpings gymnasium student vid Uppsala universitet 1782 och stannade där i två år. Efter ett års vistelse i föräldrahemmet överflyttade han 1785 sin akademiska bana till Lunds universitet, där han två år senare såsom "primus" blev filosofie magister. Året därefter, 1788, framlade och försvarade han en avhandling om det kungliga rådet, universitetskanslern och psalmförfattaren Erik Lindschöld, och blev som resultat av detta förordnad till docent i lärdomshistoria. Som sådan publicerade han ytterligare fyra delar av sitt verk om Lindschöld, vilket dock aldrig blev fullbordat. 1791 kallades han till ledamot av Kungliga Vetenskaps- och Vitterhetssamhället i Göteborg och 1792 prästvigdes han i Linköping av biskop Jacob Axelsson Lindblom. Efter att därefter ha gjort resor till Stockholm och föräldrahemmet återvände han till Lund, där han dock avled i samband med "ett glatt lag" med några "dryckesbröder" redan 1793, knappt 28 år gammal. Han begravdes i Lunds domkyrka.
Älf blev främst känd för sitt diktande, och det i samtiden mest uppmärksammade av hans verk är hans versifierade "Tal öfwer freden uti Werele" som framfördes vid en högtid vid Lunds universitet 1790. Efter hans död utgav Carl Gustaf af Leopold Älfs dikter under titeln Strödda skalde-stycken wid särskilte tillfällen, vilket tyder på att Älf hölls i hög aktning hos denne poet.